# Igor Wladimirowitsch Grigorenko
Igor Wladimirowitsch Grigorenko (russisch Игорь Владимирович Григоренко; * 9. April 1983 in Toljatti, Russische SFSR) ist ein russischer Eishockeystürmer, der zuletzt zwischen August und November 2017 beim HK Metallurg Magnitogorsk in der Kontinentalen Hockey-Liga unter Vertrag stand.

## Karriere
Igor Grigorenko begann 1998 seine Karriere in der dritten russischen Liga bei der zweiten Mannschaft von HK Lada Toljatti und erreichte in seiner ersten Saison drei Tore und drei Assists in 19 Spielen. In seiner zweiten Saison steigerte er sich auf 34 Punkte in 38 Spielen und absolvierte das darauf folgende Jahr in der zweitklassigen Wysschaja Liga bei ZSK WWS Samara, kam aber zudem in den Playoffs der Superliga erstmals in der höchsten Spielklasse für die erste Mannschaft von HK Lada Toljatti zum Einsatz. Mit der russischen Nachwuchsnationalmannschaft nahm er 2001 an den U18-Weltmeisterschaften teil und führte das Team mit sechs Toren und vier Torvorlagen zum Titel.
Die Detroit Red Wings wählten ihn daraufhin im NHL Entry Draft 2001 in der zweiten Runde an Position 62 aus. Grigorenko etablierte sich schnell als Stammspieler im Superliga-Kader von HK Lada Toljatti und gewann 2002 mit der U20-Nationalmannschaft die Goldmedaille bei der Junioren-Weltmeisterschaft. Bei der 2003 wiederholte er mit der U20-Nationalmannschaft den Triumph und war bester Scorer des Turniers mit sechs Toren und vier Assists. Zudem führte er die Scorerliste von HK Lada Toljatti in der Saison 2002/03 mit 30 Punkten an und wurde erstmals in den A-Kader der russischen Nationalmannschaft für die Eishockey-Weltmeisterschaft 2003 berufen, wo er in der ersten Angriffsreihe zusammen mit den NHL-Spielern Pawel Dazjuk und Ilja Kowaltschuk stürmte. Sie scheiterten jedoch im Viertelfinale.
Am 16. Mai 2003, neun Tage nach dem Viertelfinal-Aus bei der Weltmeisterschaft, verunglückte Grigorenko bei einem Autounfall schwer. Er brach sich den linken Oberschenkelknochen und zog sich zwei weitere Brüche am linken Schienbein zu. Während des Krankenhausaufenthalts kam es zu Komplikationen und es entwickelte sich zudem ein lebensbedrohlicher Thrombus in der Lunge.
Im Dezember 2003 kehrte er aufs Eis zurück und gab sein Comeback bei der zweiten Mannschaft von HK Lada Toljatti in der dritten Liga, musste sich aber noch weiteren Operationen unterziehen, sodass er nur zu acht Einsätzen kam. Im Frühjahr 2004 lief er erstmals wieder für drei Playoff-Spiele in der Superliga für Toljatti auf. Die Saison 2004/05 begann er wieder bei der zweiten Mannschaft, konnte dort mit zehn Punkten in sieben Spielen überzeugen und kehrte in die Superliga zurück. Dort hatte er jedoch Probleme, dem Spieltempo zu folgen, vor allem da wegen des Ausfalls der NHL-Saison viele Spieler aus Nordamerika nach Russland gekommen waren. Grigorenko wurde daraufhin innerhalb der Superliga zu Salawat Julajew Ufa transferiert, wo er wieder zu seiner guten Form zurückfand.
Die Saison 2005/06 bestritt er bei Sewerstal Tscherepowez und war bester Scorer der Mannschaft. 2006 kehrte er zurück zu HK Lada Toljatti und erzielte 27 Punkte in 49 Spielen.

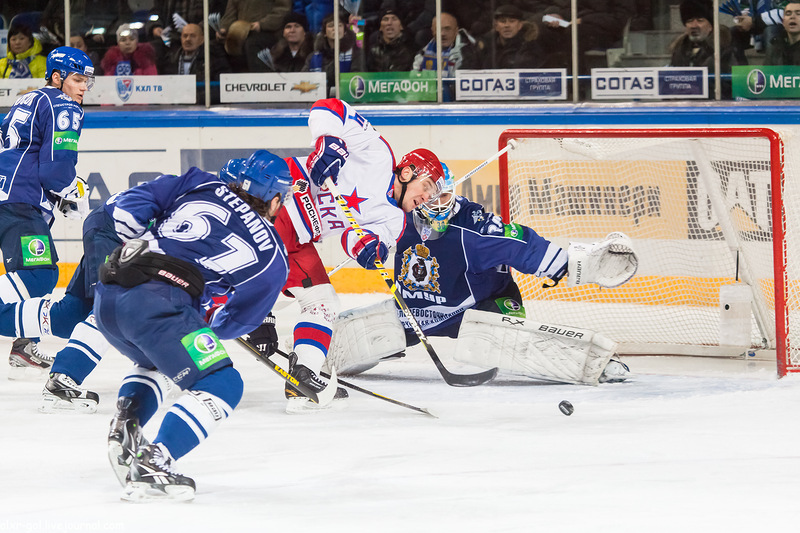
Grigorenko (Mitte) erzielt ein Tor gegen Alexei Murygin von Amur Chabarowsk, November 2012

Im Mai 2007 unterschrieb Grigorenko bei den Detroit Red Wings einen Einstiegsvertrag für die NHL und nahm im Herbst am Trainingscamp der Mannschaft teil, konnte sich aber nicht durchsetzen und begann die Saison 2007/08 in der AHL beim Farmteam von Detroit, den Grand Rapids Griffins. Am 22. Oktober wurde Grigorenko in den NHL-Kader der Red Wings berufen. Grund dafür war, dass Grigorenko durch eine Vertragsklausel binnen der ersten drei Saisonwochen in der AHL zurück nach Russland kehren konnte und sich weigerte, weiter für das Farmteam zu spielen. Jedoch konnte er sich nicht für einen festen Platz im Kader der Red Wings empfehlen und kehrte noch vor dem 1. November zurück nach Russland, um dort den Rest der Saison für Salawat Julajew Ufa zu bestreiten. Aber auch dort blieb er hinter den Erwartungen zurück und kam nur auf vier Tore und sechs Assists in 27 Spielen. Mit Ufa gewann er schließlich die russische Meisterschaft, kam aber verletzungsbedingt nur zu vier Einsätzen in den Playoffs.
Im Sommer 2008 unterbreiteten die Detroit Red Wings Grigorenko kein Qualifikationsangebot, womit sie die Rechte an ihm verloren.
Im Oktober 2012 tauschte ihn das Management von Salawat Julajew gegen Denis Parschin vom HK ZSKA Moskau, wo er bis zum Ende der Saison 2014/15 spielte und stets zu den Leistungsträgern im Team gehörte. Anschließend kehrte er im Mai 2015 nach Ufa zurück.

## Erfolge und Auszeichnungen
| - 2001 Goldmedaille bei der U18-Junioren-Weltmeisterschaft - 2001 All-Star-Team der U18-Junioren-Weltmeisterschaft - 2002 Goldmedaille bei der U20-Junioren-Weltmeisterschaft - 2003 Goldmedaille bei der U20-Junioren-Weltmeisterschaft - 2003 Topscorer der U20-Junioren-Weltmeisterschaft (gemeinsam mit Patrik Bärtschi) - 2003 Bester Torschütze der U20-Junioren-Weltmeisterschaft (gemeinsam mit Patrik Bärtschi und Jussi Jokinen) | - 2003 Bester Stürmer der U20-Junioren-Weltmeisterschaft - 2003 All-Star-Team der U20-Junioren-Weltmeisterschaft - 2008 Russischer Meister mit Salawat Julajew Ufa - 2011 Gagarin-Cup-Gewinn mit Salawat Julajew Ufa - 2014 KHL-Stürmer des Monats November |

## Karrierestatistik

### International
Vertrat Russland bei:
- U18-Junioren-Weltmeisterschaft 2001
- U20-Junioren-Weltmeisterschaft 2002
- U20-Junioren-Weltmeisterschaft 2003
- Weltmeisterschaft 2003
- Weltmeisterschaft 2006

(Legende zur Spielerstatistik: Sp oder GP = absolvierte Spiele; T oder G = erzielte Tore; V oder A = erzielte Assists; Pkt oder Pts = erzielte Scorerpunkte; SM oder PIM = erhaltene Strafminuten; +/− = Plus/Minus-Bilanz; PP = erzielte Überzahltore; SH = erzielte Unterzahltore; GW = erzielte Siegtore; 1 Play-downs/Relegation; Kursiv: Statistik nicht vollständig)